# 早乙女亂馬
早乙女亂馬（日语：早乙女乱馬）是日本漫畫家高橋留美子的代表作《亂馬½》的主角，原生生物性別為男性，遇冷水会变成女孩、遇热水則变回男孩，作品中设定男女乱马的样貌是不同的，外人无法辨认是同一人。動畫版分別由山口勝平與林原惠擔任男女亂馬的配音員，電視劇版則分別由賀來賢人與夏菜扮演男女亂馬。
动画版配音員表中，男乱马以日文汉字標示，女乱马以平假名標示，小时候的乱马为林原惠配音。男女乱马一般都自称「乱马」，有时候女乱马为了在母親早乙女佳香面前隐藏身份而自称「乱子」。

## 介紹
亂馬為風林館高中一年級學生，16歲，也是「無差別格鬥早乙女流」第二代掌門人，喜歡穿著功夫裝或中山裝。亂馬從小就由父親早乙女玄馬帶著不斷地進行武術的修行之旅，具有超一流的格鬥技巧，而且具有討厭輸給任何人的心理。亂馬在中國修行時掉入咒泉鄉的「娘溺泉」，變成了「澆到冷水就會變成女孩、澆到熱水就會變成男孩」的體質。亂馬從中國回到日本以後，被玄馬以履行與未婚妻天道茜的婚約為由，帶到天道道場寄居。在珊璞登場後，亂馬被珊璞的祖奶奶可崘鍛鍊的機會變多了。
玄馬為了讓亂馬學會貓拳，強迫亂馬與一大堆貓共同相處，使亂馬得到了極度的「懼貓症」：一旦亂馬對貓的恐懼心理到達了頂點，身心就會變成凶暴的貓形。

## 變身體質的設定
高橋留美子起初在設定故事時，因為是功夫喜劇的緣故，按正常套路應以男性為主角，但高橋留美子又喜歡繪製女性的線條，認為女性當功夫喜劇主角也不錯，在糾結到底是要用男生還是女生作為主角的時候，產生了同一個主角既可以是男性，也可以是女性的想法，而原先是想設定主角被痛打之後就會變身的體質，但經實際考慮後認為不切實際所以作罷，爾後在高橋某次去澡堂時從男湯和女湯的概念得到靈感，因而產生了因為掉進泉水後產生了詛咒，導致「澆到冷水就會變成女孩、澆到熱水就會變回男孩」的故事主角，其後也將這個設定套用在其他故事角色上，並且除亂馬以外受詛咒的角色都會因遇冷水而變成不會說話的動物，豐富作品的故事觀。

## 影響
2015年4月，2007年亞洲小姐冠軍張家瑩自述，她6至7歲時追看亞洲電視本港台播出中的《亂馬½》電視動畫版，好奇亂馬澆到冷水就會變成女孩、澆到熱水就會變成男孩的體質，於是洗澡時故意把水溫調得很熱或很冷；「結果當然是弄得全身通紅，或因沖冷水而幾乎著涼」，但一直不敢向父母告知此事。